# 伊莉莎白·拉提夫
伊莉莎白·拉提夫（印尼語：Elizabeth Latief，1963年3月27日—），是一名已退役印尼女子羽球運動員，出生於雅加達。
伊莉莎白在1983年東南亞運動會羽毛球比賽獲得女子單打銀牌。1985年，她獲得女子單打金牌和女子雙打銀牌（搭檔維拉華蒂·維哈爾喬）。在1987年的亞洲羽球錦標賽上，她贏得女子單打金牌。
她曾代表印尼參加1986年優霸盃。在對陣中國隊的決賽上，她出賽第二單打，以1:11、3:11輸給韓愛萍。最終印尼隊以2-3落敗而獲得亞軍。